# Zittern im Angesicht des Herrn
Zittern im Angesicht des Herrn (engl.: Trembling Before G-d) ist ein US-amerikanischer Dokumentarfilm über orthodox jüdische homosexuelle Männer und Frauen, die versuchen, ihre Homosexualität mit ihrer Religion in Einklang zu bringen. Der Film, 2001 in den Vereinigten Staaten von Sandi Simcha DuBowski gedreht, erhielt mehrere Auszeichnung und Preise.

## Handlung
Der Film folgt dem Leben verschiedener homosexueller orthodoxer Juden. In Interviews werden orthodoxe Rabbiner und jüdische Psychotherapeuten über das Verhältnis von orthodoxem Judentum zum Thema Homosexualität befragt. Einige der interviewten Gesprächspartner wollten im Film unerkannt bleiben. Überwiegend werden orthodoxe homosexuelle Juden aus den Vereinigten Staaten gezeigt. Der Film erhielt verschiedene Nominierungen und sieben internationale Filmpreise.

## Preise und Auszeichnungen (Auswahl)
- 2001:[1] Washington Jewish Film Festival – Zuschauerpreis ― Besondere Würdigung
- 2001: Sundance Film Festival  – Grand Jury-Preis (nominiert)
- 2001: Seattle Gay and Lesbian Film Festival  –  Zuschauerpreis ― Beste Dokumentation
- 2001: L.A. Outfest – Grand Jury-Preis ― Herausragender Dokumentarfilm
- 2001: Internationale Filmfestspiele von Chicago – Gold-Plakette
- 2001: Internationale Filmfestspiele von Berlin –  Don Quixote Preis ― Besondere Würdigung
- 2001: Teddy ― Bester Film
- 2002: Glitter Awards – Beste Dokumentation gewählt von der  U.S. Gay Press
- 2002: Independent Spirit Awards  –  Truer Than Fiction Preis (nominiert)
- 2003: GLAAD Media Awards – Herausragende Dokumentation
- 2004: Satellite Awards – Bester Dokumentar DVD (nominiert)